# 3739 Rem
3739 Rem este un asteroid din centura principală, descoperit pe 8 septembrie 1977 de Nikolai Cernîh.